# Józef Langner
Józef Franciszek Langner (ur. 2 lipca 1896 w Żarach, zm. 17 grudnia 1960 w Hereford) – kanonier artylerii Wojska Polskiego. Kawaler Orderu Virtuti Militari.

## Życiorys
Urodził się 2 lipca 1896 w rodzinie Leona i Michaliny z d. Liwińska. Absolwent szkoły powszechnej. Od 1918 w szeregach odrodzonego Wojska Polskiego w 1 baterii 1 dywizjonu artylerii z którą brał udział w walkach na froncie wojny polsko-bolszewickiej.
Szczególnie zasłużył się 20 kwietnia 1919 podczas walk o Wilno gdzie „z otwartych pozycji ostrzeliwał bolszewików, m.in. stanowiska km, broniąc dostępu do mostu Zielonego. Wytrwał na stanowisku aż do trafienia w głowę”. Za tę postawę odznaczony Orderem Virtuti Militari.
Zwolniony z wojska w 1921 jako inwalida wojenny. Pracował następnie w gospodarstwie rolnym które otrzymał w osadzie wojskowej w Radziwiłłowie.
10 lutego 1940 aresztowany i wywieziony w głąb ZSRR przez NKWD. Wraz z Armią gen. Andersa przedostał się do Palestyny. Następnie został zwolniony z wojska w 1943 ze względu na inwalidztwo. W 1947 przedostał się do Wielkiej Brytanii, gdzie zmarł w 1960.

## Życie prywatne
Żonaty z Józefą z d. Kotlarz. Mieli troje dzieci.

## Ordery i odznaczenia
- Krzyż Srebrny Orderu Virtuti Militari nr 3114[1][2].